# 36 세인트
《36 세인트》(영어: 36 Saints)는 미국에서 제작된 에디 듀랜 감독의 2013년 스릴러 영화이다. 도나 매케크니, 프랭키 G, 제프리 더서라노, 브리트니 올드퍼드 등이 출연하였다.

## 출연
- 프랭키 G
- 제프리 더서라노
- 브리트니 올드퍼드
- 도나 매케크니
- 타이론 브라운
- 매슈 다다리오
- 에이자 나오미 킹
- 크리스 리기
- 러번 콕스
- 조이 데디오

## 기타 제작진
- 배역: 시그 더미겔, 스티븐 빈센트